# ロータス・101

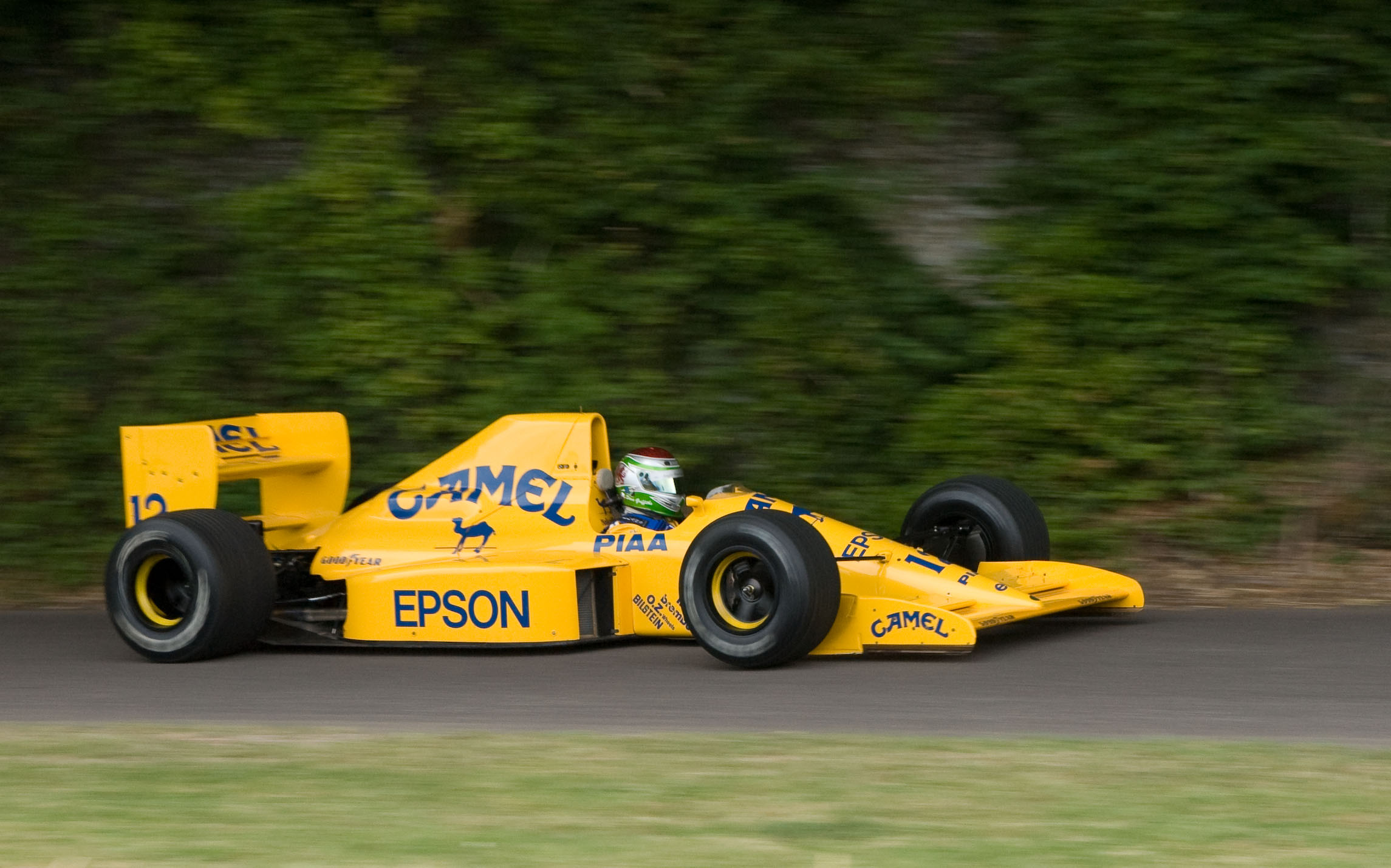
ロータス・101

ロータス・101 (Lotus 101) は、チーム・ロータスが1989年のF1世界選手権参戦用に開発したフォーミュラカー。設計はフランク・ダーニーとマイク・コフラン。1989年の開幕戦から最終戦まで実戦投入された。最高成績は4位（4回）。

## 概要
前年同じエンジンを使用したマクラーレンに多大な差をつけられる屈辱を味わったチーム・ロータスは、1988年シーズン途中にチームを離れたテクニカルディレクターのジェラール・ドゥカルージュに代わり、ウィリアムズで空力設計を担当していたフランク・ダーニーと契約し、1989年用の全く新しいマシン「101」の製作と名門ロータスの再興を託した。また、チーフデザイナーにはマイク・コフランが就任し、この体制で開発された。

### 開発
1989年から、1,500ccターボエンジンが禁止となり、全チームが3,500cc自然吸気（NA）エンジンによる参戦となった。ロータスはホンダエンジンを失い、ジャッド製V8エンジンを搭載したが、カスタマー扱いであったため最新仕様のEVではなく、前年仕様のCVが供給された。前年にウィリアムズがFW12に搭載して使用したエンジン個体がジャッドに返却され、リビルドされたものだった。このCVエンジンは上位に入るためにはパワー不足であり、解決策として5バルブ仕様の開発をティックフォードに依頼し、それをシーズン途中から投入する予定だった。
カーボンモノコックは100Tまでのオス型成形をやめて、すでにF1の主流となりつつあった一体型のメス型成形に変更され、100Tに比べてスリムに設計された。ダーニーは101のフロントノーズ底に前年のマーチでエイドリアン・ニューウェイが導入した思想を盛り込み、ノーズコーン底面を平面のままではなくえぐりを入れることでノーズ下への空気流入量を増やし、その従来より増えた空気がマシン底面に抜けていくことで、フラットボトムマシンであってもマシン全体のグリップを向上させることを狙った。ホイールベースは100Tよりも約120mm延長された。
フロントサスはプルロッド式で、ダンパーはモノコックの一番下部となる床面にドライバーの足を左右外側から挟むように設置された。このダンパーはビルシュタインがロータスのために専用開発したもので、コイルスプリング式ではなく円筒内に複数の金属円板を組み込む構造のメタル・プレート式であった。またサスアームやタイロッドはダーニーのこだわりにより空力に有利な凸レンズ型の断面をしているが、アッパーアームのモノコックへのマウント部分は大きな三角形で、ボディから露出し滑らかさに欠けていた。リヤサスペンションはプッシュロッド式を採用、トランスミッションは新型の縦置き型を設計しスリム化した。この頃から横置き型ミッションの導入がF1では盛んになるが、ダーニーはサイドポッド内から流れて来る空気流を邪魔しないことを重視して縦置き型とし、そのミッションケースに沿うようエキゾースト・パイプが後方へと通されるなど、ダーニーによる空気流を大事にする設計が各部に詰め込まれた。リヤアクスルより手前のアンダーパネル（リヤタイヤの内側）には他チームに無い小さなディフレクターも装備しており、空気流の制御に余念がなかった。
エンジンカウルは頭上ロールバーまで覆う大型のものになり、その後端はリアウィングステーの根元までなめらかな形状で伸ばされるなど、前年までのターボマシンと違いNA化によりコーナリング性能が重要となり、空力がより重視される同年のF1全体の流れに沿ったマシンであった。
コクピット内は狭くなり、ドライバーの脚がステアリングと干渉してしまうため、下部をカットし円型ではない特殊ステアリングをモモに製作させたが、モノコック上部とドライバーの手の甲の位置関係は100Tと同じく非常にタイトなままだった。101は3月13日のリオ合同テスト初日にテストドライバーのマーティン・ドネリーによってシェイクダウンされた。続いてドライブを担当した中嶋悟は「コクピットが小さくなったので、前後も左右もポジションの自由度が無くなった。僕でそうだからピケさんにも狭いんじゃないかな。ターボエンジンと違って、ジャッドのNAはデリケートだからオーバーレブには気を付けている。」と第一印象を話し、実戦をいくつか走った後では「決勝用セッティングでマシンが良くても、今年から予選はQタイヤで走るからタンクを軽くしてそっち仕様にすると悪くなってしまう。まだマシンといまいちピントが合っていない。でも全体のバランスは良い、もう少しシャーシグリップがあれば申し分ないなというレベル。」と101を評している。

## 1989年シーズン
101は、当初の期待に応える結果を残すことは出来なかった。最高成績はネルソン・ピケ、中嶋悟ともに決勝4位が最高位であった。搭載されたジャッドCVエンジンはチャンピオンチームであるマクラーレンが使用するホンダV10エンジン (RA109E) に比べて100馬力以上出力が低かったと言われ、さらにジャッドのワークスエンジン（EV）を積むマーチや、フォード・コスワースDFRエンジン勢よりもトップスピードが時速10キロメートルも低かったとされる。これを受けてロータスと提携したティックフォードによる5バルブエンジンを投入するが、パワー・信頼性に欠けていたためフランスGPで使用されたのみであった。
シャーシとグッドイヤータイヤとの相性も良くなかった。当時のタイヤは基本的にトップを争うマクラーレンとフェラーリ向けに設計されており、それらのチームだけが最新のタイヤでテストを行うことでコンパウンドにあわせたシャーシアジャストを行うことが出来ていた。
第3戦モナコGPでは、予選セッション中の抜き打ち車検にて中嶋車のリアウィング寸法違反が判明し、鋸でカットして対応したが、予選通過できなかった。
第8戦イギリスGPの後、チーム体制に大きな変化があった。チェアマンのフレッド・ブッシェルが「デロリアン疑惑」により逮捕され、チームマネージャーのピーター・ウォーがチームを去った。代わりに、トニー・ラッドがエグゼクティブチェアマンとしてチームを率いた。第9戦ドイツGP以降は新たな体制で臨んだものの、第11戦ベルギーGP予選では、ピケ・中嶋ともにセッティングが出せず予選不通過となった。ロータスにとって1958年のF1参戦開始以来、エントリーしたマシンがすべて予選不通過となるのはチーム史上初であった。
苦戦続きの中でも、中嶋は「後半戦は結構マシンがまとまってきた印象があった」と述べており、自身の5年間のF1参戦中にドライブしたマシンの中では最上位ともいえるレベルにあったと振り返っている。
なお、最終戦オーストラリアGPでは中嶋が、豪雨の中でこのマシンとして唯一となるファステスト・ラップを記録した。これは日本人初は元よりアジア人としても初のファステストラップであり2012年の中国GPで小林可夢偉が記録するまで唯一だった。またロータスとしては最後のファステストラップとなった。
シーズンを通してチームのパフォーマンス低下に苦しんだピケと中嶋は、いずれもこの年限りでロータスを去った（ピケはベネトン、中嶋はティレルに移籍）。

## スペック

### シャーシ
- シャーシ名 101
- ホイールベース 2,900mm
- 前トレッド 1,800mm
- 後トレッド 1,650mm
- 重量 500kg
- サスペンション 前 プルロッド式ダブルウィッシュボーン／後 プッシュロッド式ダブルウィッシュボーン
- ダンパー ビルシュタイン
- クラッチ AP / ボーグ&ベック
- ブレーキキャリパー ブレンボ
- ブレーキパッド・ディスク SEP
- ホイール O・Z
- タイヤ グッドイヤー
- ギヤボックス ロータス／ヒューランド縦置き6速マニュアル

### エンジン
- エンジン名 ジャッドCV
- 気筒数・角度 V型8気筒・90度
- スパークプラグ NGK
- インジェクション ザイテック
- イグニッション ルーカス
- 燃料・潤滑油 エルフ

## 記録
| 年   | No. | ドライバー | 1   | 2   | 3   | 4   | 5   | 6   | 7   | 8   | 9   | 10  | 11  | 12  | 13  | 14  | 15  | 16  | ポイント | ランキング |
| 年   | No. | ドライバー | BRA | SMR | MON | MEX | USA | CAN | FRA | GBR | GER | HUN | BEL | ITA | POR | ESP | JPN | AUS | ポイント | ランキング |
| ---- | --- | ---------- | --- | --- | --- | --- | --- | --- | --- | --- | --- | --- | --- | --- | --- | --- | --- | --- | -------- | ---------- |
| 1989 | 11  | ピケ       | Ret | Ret | Ret | 11  | Ret | 4   | 8   | 4   | 5   | 6   | DNQ | Ret | Ret | 8   | 4   | Ret | 15       | 6位        |
| 1989 | 12  | 中嶋       | 8   | NC  | DNQ | Ret | Ret | DNQ | Ret | 8   | Ret | Ret | DNQ | 10  | 7   | Ret | Ret | 4   | 15       | 6位        |

- 太字はポールポジション、斜字はファステストラップ、DNQは予選不通過。(key)
- コンストラクターズランキング6位。
- ドライバーズランキング8位（ネルソン・ピケ）予選最高位7位 決勝最高位4位
- ドライバーズランキング21位（中嶋悟）予選最高位12位 決勝最高位4位 1FL